# Tännäs lappförsamling
Tännäs lappförsamling var en lappförsamling, en icke-territoriell församling, i Härnösands stift och i Härjedalens kommun i Jämtlands län i Härjedalen. Församlingen upplöstes den 1 januari 1942, enligt beslut den 30 december 1941.

## Administrativ historik
Församlingen bildades 1768 genom en utbrytning ur Undersåkers lappförsamling under namnet Hede lappförsamling som namnändrades 24 april 1925 till Tännäs lappförsamling. Församlingen ingick till 1 maj 1925 i Hede pastorat, därefter i Tännäs pastorat.
Enligt folkräkningen 1930 hölls gudstjänster omväxlande i Tännäs kyrka, Funäsdalens kyrka, Ljusnedals kyrka och Storsjö kyrka. I samband med gudstjänsterna hölls också lysningar.

## Befolkningsutveckling
| Befolkningsutvecklingen i Tännäs lappförsamling 1860–1940 | Befolkningsutvecklingen i Tännäs lappförsamling 1860–1940 | Befolkningsutvecklingen i Tännäs lappförsamling 1860–1940 | Befolkningsutvecklingen i Tännäs lappförsamling 1860–1940 | Befolkningsutvecklingen i Tännäs lappförsamling 1860–1940 |
| --- | --------------------------------------------------------- | --------------------------------------------------------- | --------------------------------------------------------- | --------------------------------------------------------- |
| |                                                           |                                                           |                                                           |                                                           |
| År |                                                           |                                                           | Folkmängd                                                 |                                                           |
| 1860 | 1860                                                      |                                                           | 159                                                       |                                                           |
| 1865 | 1865                                                      |                                                           | 164                                                       |                                                           |
| 1870 | 1870                                                      |                                                           | 145                                                       |                                                           |
| 1875 | 1875                                                      |                                                           | 150                                                       |                                                           |
| 1880 | 1880                                                      |                                                           | 144                                                       |                                                           |
| 1885 | 1885                                                      |                                                           | 138                                                       |                                                           |
| 1890 | 1890                                                      |                                                           | 131                                                       |                                                           |
| 1895 | 1895                                                      |                                                           | 150                                                       |                                                           |
| 1900 | 1900                                                      |                                                           | 146                                                       |                                                           |
| 1905 | 1905                                                      |                                                           | 159                                                       |                                                           |
| 1910 | 1910                                                      |                                                           | 177                                                       |                                                           |
| 1915 | 1915                                                      |                                                           | 188                                                       |                                                           |
| 1920 | 1920                                                      |                                                           | 184                                                       |                                                           |
| 1925 | 1925                                                      |                                                           | 200                                                       |                                                           |
| 1930 | 1930                                                      |                                                           | 199                                                       |                                                           |
| 1935 | 1935                                                      |                                                           | 203                                                       |                                                           |
| 1940 | 1940                                                      |                                                           | 200                                                       |                                                           |
| Anm: Källor: SCB - Befolkning 1851-1910 (BiSOS A), Folkräkningen 1910-1960, Demografiska databasen, CEDAR, Umeå universitet - Summariska folkmängdsdatabasen, Riksarkivet - Summariska folkmängdsredogörelser. |                                                           |                                                           |                                                           |                                                           |